# Heron
Heron, Heron aleksandrijski ili Heron iz Aleksandrije (grč.  Ἥρων, Hḗrōn; Aleksandrija, oko 10. – ?, oko 75.) bio je starogrčki matematičar i izumitelj. Bavio se i geometrijom, poznata je Heronova formula za računanje površine trokuta. Otkrio je algoritam za računanje kvadratnog korijena realnog broja. Konstruirao je mnoge mehaničke naprave. Najpoznatije su: uređaj za otvaranje vrata hrama koji se koristio toplinskim širenjem zraka kada se na oltaru zapali žrtveni plamen, kazališne sprave, vjetrenjača koja je pokretala orgulje, kotač s lopaticama koji pokreće mlaz pare što udara u lopatice ili Heronova kugla (preteča današnje parne turbine), Heronova boca te kugla koju je vrtjela para što je iz kugle strujala kroz savijene cijevi (preteča današnjega raketnog pogona). Sačuvan je veliki broj njegovih djela, a najpoznatije je Metrika (grč. Μετρική). Po njem je nazvan krater na Mjesecu (Heron (krater)).
Heron (oko 10. – 70.) se smatra jednim od najvećih predstavnika znanosti u staroj Grčkoj. Izvodio je mnogo pokusa, poučavao je u poznatom Muzeju, u čijem sklopu je bila Aleksandrijska knjižnica. Najpoznatiji rad mu je bio Heronova kugla ili eolipile, koji se smatra prvim parnim strojem u povijesti. Poznati izum mu je i vjetrenjača, kojom je koristio energiju vjetra za sviranje na orguljama. Mnogi njegovi radovi su izgubljeni, ali neke njegove radove možemo naći u arapskim rukopisima. Veliki utjecaj na njega je imala aritmetika i geometrija iz Babilonskog carstva. Bavio se matematikom, mehanikom, fizikom i pneumatikom, a njegov automat u koji su se ubacivale kovanice, smatra se prvim radom iz područja kibernetike.

## Otkrića
- Heronova kugla ili eolipile se smatra prvim parnim strojem u povijesti. Heron je grijao šuplju kuglu s vodom, dok voda nije proključala. Para je izlazila kroz dvije cijevi, savinute u suprotnim smjerovima i tako je uzrokovala okretanje kugle.
- Heronova vjetrenjača koja je pokretala orgulje, je jedan od prvih primjera korištenja energije vjetra za pogon nekog uređaja.[5][6]
- Heron je poznat i kao jedan od osnivača kibernetika, koja postaje znanošću tek polovinom 19. stoljeća. To je bio ustvari automat za svetu vodu, koji je radio kada bi ubacili kovanice. Kada je novčić bio ubačen, pao bi na polugu, te bi težina novčića podigla polugu i sveta voda bi procurila iz cijevi, sve dok novčić ne bi pao s poluge, pa bi se cijev zatim zatvorila.[7]
- Njegove izume najviše je koristilo starogrčko kazalište. Napravio je i stroj koji je “prikazivao” predstavu preko 10 minuta. Sistem čvorova, užadi i jednostavnih strojeva, pokretao je rotirajući cilindar, koji su pokretali male skulpturice na vrhu kutije.
- Heronovo možda najkorisnije otkriće je bila vodena pumpa, koja je sistemom posuda pumpala vodu van. Osim za piti vodu, koristili su je i vatrogasci.
- Osmislio je i lom svjetlosti, koji je kasnije nazvan Fermatov princip, koji poučava kako se zraka svjetlosti, koja putuje između dvije točke, uvijek kreće najkraćim putem.
- Osmislio je i “špricu” – kojom je kontrolirao količinu izručene tekućine ili zraka.[8]
- Heronov vodoskok je imao posude, iz kojih je voda izbačena korištenjem hidrostatičkog tlaka.
- On opisuje nastanak zvuka. Smatra da muzički instrumenti proizvode tonove zadajući udarce česticama zraka.
- Osmislio je i jednostavan način kako brzo izračunati vrijednost korijena bilo kojeg broja.[9]
- Heronova formula omogućava izračunavanje površine trokuta, za što je dovoljno samo znati duljinu stranica.
- Jedno od njegovih najvećih matematičkih dostignuća bilo je otkriće imaginarnih brojeva[10]